# Каллур, Йенни
Йе́нни Маргаре́та Каллу́р (швед. Jenny Margareta Kallur; род. 16 февраля 1981, Хантингтон, штат Нью-Йорк, США) — шведская легкоатлетка, выступавшаяв дисциплине 100 метров с барьерами и 60 метров с барьерами (в закрытых помещениях).
Рост — 171 см, вес — 62 кг. Тренеры — Агне Бергваль (швед. Agne Bergwall) и Карин Турнеклинт (швед. Karin Torneklint). Вместе с сестрой-близнецом Сюзанной Каллур, также выступающей в дисциплине 100 метров с барьерами, являются дочерьми Андерса Каллура, четырёхкратного обладателя Кубка Стэнли в составе «Нью-Йорк Айлендерс» и Лизы Каллур, профессионально занимавшейся волейболом.
Завершила карьеру в 2011 году.

## История
Первоначально Йенни занималась спортивной гимнастикой, но потом перешла в бег на короткие дистанции. Поступив в Иллинойсский университет, Йенни стала выступать за него в спортивных соревнованиях. Хотя она принимала участие в спринте (100 м и 200 м), лучшие достижения были достигнуты в беге с барьерами: вместе с сестрой Сюзанной на чемпионате Европы в закрытых помещениях в 2005 году в шестидесятиметровке с барьерами Йенни заняла место на пьедестале.

## Спортивные достижения
| Пьедесталы почёта | Пьедесталы почёта     | Пьедесталы почёта | Пьедесталы почёта                      | Пьедесталы почёта | Пьедесталы почёта |
| ----------------- | --------------------- | ----------------- | -------------------------------------- | ----------------- | ----------------- |
|                   | 60 метров с барьерами | 7,99 с            | Чемпионат Европы в закрытых помещениях | Мадрид            | 2005              |

| Прочие достижения      | Прочие достижения      | Прочие достижения | Прочие достижения                    | Прочие достижения | Прочие достижения |
| ---------------------- | ---------------------- | ----------------- | ------------------------------------ | ----------------- | ----------------- |
| 7-е место в финале     | 100 метров с барьерами | 12,92 с           | Чемпионат Европы                     | Гётеборг          | 2006              |
| 8-е место в финале     | 60 метров с барьерами  | 7,98 с            | Чемпионат мира в закрытых помещениях | Москва            | 2006              |
| 6-е место в финале     | 100 метров с барьерами | 12,95 с           | Чемпионат мира                       | Хельсинки         | 2005              |
| 5-е место в полуфинале | 60 метров с барьерами  | 8,03 с            | Чемпионат мира                       | Будапешт          | 2004              |
| 6-е место в финале     | 100 метров с барьерами | 13,30 с           | Чемпионат мира среди Юниоров         | Сантьяго          | 2000              |
| 7-е место в полуфинале | 200 метров             | 24,01 с           | Чемпионат мира среди юниоров         | Анси              | 1998              |

| Лучшие результаты                    | Лучшие результаты | Лучшие результаты | Лучшие результаты |
| ------------------------------------ | ----------------- | ----------------- | ----------------- |
| 60 метров с барьерами (в помещениях) | 7,98 с            | Москва            | 11 марта 2006     |
| 100 метров                           | 11,43 с           | Гётеборг          | 5 сентября 2004   |
| 100 метров с барьерами               | 12,85 с           | Хельсинки         | 10 августа 2005   |
| 200 метров                           | 23,26 с           | Гётеборг          | 4 сентября 2004   |